# Valchid
Valchid – wieś w Rumunii, w okręgu Sybin, w gminie Hoghilag. W 2011 roku liczyła 742 mieszkańców.